# A szépség és a szörnyeteg (televíziós sorozat, 1987)
A szépség és a szörnyeteg (eredeti cím: Beauty and the Beast) 1987 és 1990 között futott amerikai fantasysorozat, ami az azonos című tündérmese alapján készült.
Magyarországon először az Msat mutatta be 1997. május 2-án.

## Szereplők
| Színész                  | Szerep             | Magyar hang    |
| ------------------------ | ------------------ | -------------- |
| Ron Perlman              | Vincent            | Kautzky Armand |
| Linda Hamilton           | Catherine Chandler | Kovács Nóra    |
| Jo Anderson              | Diana Bennett      |                |
| Jay Acovone              | Joe Maxwell        |                |
| Ron O'Neal, Delroy Lindo | Isaac Stubbs       |                |
| Terri Hanauer            | Jenny Aronson      |                |
| Ren Woods                | Edie               |                |
| Edward Albert            | Elliot Burch       |                |
| John McMartin            | Charles Chandler   |                |
| Terrylene Sacchetti      | Laura Williams     |                |
| Bruce Abbott             | Devin Wells        |                |
| Joseph Campanella        | Dr. Peter Alcott   |                |
| Bill Marcus              | John Moreno        |                |
| Stephen McHattie         | Gabriel            |                |
| Roy Dotrice              | Jacob Wells/Atya   |                |
| Ellen Geer               | Mary               |                |
| David Greenlee           | Mouse              |                |
| Armin Shimerman          | Pascal             |                |
| James Avery              | Winslow            |                |

## Epizódok
| Évad | Évad | Epizódok | Eredeti sugárzás     | Eredeti sugárzás   | Eredeti adó |
| Évad | Évad | Epizódok | Évadpremier          | Évadfinálé         | Eredeti adó |
| ---- | ---- | -------- | -------------------- | ------------------ | ----------- |
|      | 1    | 22       | 1987. szeptember 25. | 1988. április 8.   | CBS         |
|      | 2    | 22       | 1988. november 18.   | 1989. június 2.    | CBS         |
|      | 3    | 12       | 1989. december 12.   | 1990. augusztus 4. | CBS         |